# سن پوتیتو سانیتیکو
سن پوتیتو سانیتیکو (به ایتالیایی: San Potito Sannitico) یک کومونه در ایتالیا است که در استان کسرتا واقع شده‌است.

## خصوصیات
سن پوتیتو سانیتیکو ۲۲٫۸ کیلومترمربع مساحت و ۲٬۰۱۱ نفر جمعیت دارد و ۲۳۵ متر بالاتر از سطح دریا واقع شده‌است.